# Parochodaeus howdeni
Parochodaeus howdeni là một loài bọ cánh cứng trong họ Ochodaeidae. Loài này được Carlson miêu tả khoa học đầu tiên năm 1975.